# Орден Святого благоверного князя Даниила Московского
Орден Святого благоверного князя Даниила Московского — орден Русской православной церкви. Вручается лицам, много потрудившимся для возрождения духовной жизни.

## История ордена
Учреждён определением Патриарха Московского и всея Руси Пимена и Священного синода от 28 декабря 1988 года.
Орден учреждён в память 1000-летия Крещения Руси. Посвящён Святому Даниилу Московскому.

## Статутордена

### До 2013
Орденом награждаются:
- духовные лица
- светские лица
- в исключительных случаях — организации. Например, НПК «Уралвагонзавод»

Награждение производится за заслуги в возрождении духовной жизни России.
Орден имеет три степени.
Награждённому вручаются:
- знак ордена,
- грамота.

### После 2013
Орденом Святого благоверного князя Даниила Московского награждаются как духовные, так и светские лица, много потрудившиеся для возрождения духовной жизни.
Орден Святого благоверного князя Даниила Московского празднуется 17 марта (4 марта ст. ст.), в день его памяти.
Ордену Святого благоверного князя Даниила Московского присвоен Троицкий собор Данилова мужского монастыря г. Москвы, где почивают мощи сего Великого Угодника Божия. В соборе хранятся орденское знамя, списки орденоносцев и регалии ордена. Священноархимандрит обители удостаивается ордена Святого благоверного князя Даниила Московского 1 степени по должности. Собор имеет право использовать орденскую символику в различных элементах декорации, росписи и орнамента.
Лицам, награждённым орденом Святого благоверного князя Даниила Московского, поручается особое попечение о лицах, находящихся в местах лишения свободы, а также о тюремных храмах, кроме того им поручается забота о церковном храмоздании и строительстве. Более подробные обязанности изложены выше, в общих постановлениях об орденах (См. Положение о наградах Русской Православной Церкви - ст. 3.3.1 – 3.3.6).

## Описание ордена

### До 2013 года[1]

#### I степень
Знак представляет собой четырёхконечный мельхиоровый византийский крест (с усечёнными к центру перекладинами и слегка вогнутыми внешними сторонами). В центре креста в овале белой эмали позолоченное рельефное поясное изображение святого Даниила. Овал с образом обрамлён двумя пальмовыми ветвями тёмно-синей эмали. На широкой ленте, соединяющей лавровые ветви, указывается степень ордена. На ветвях креста располагаются позолоченные буквы церковнославянским шрифтом: в верхней — «БЛгВ», в левой — «КНЗЬ», в правой — «ДАНІИЛ», в нижней — «МОСК» («Благоверный князь Даниил Московский») По диагоналям креста, примыкая к овалу с изображением, располагаются четыре короны, каждая из которых украшена стразом и заканчивается четырёхконечным крестом. На вершине знака геральдический трилистник.
Решением Патриарха и Священного Синода от 14 апреля 2006 года внесены изменения в статут ордена:
При награждении данным орденом I степени, глав Церквей и глав государств, вручается грамота, знак ордена, шелковая муаровая лента оранжевого цвета и подвеска ордена на ленте.

#### II степень
Знак аналогичен знаку I степени, но изготавливается из посеребренного мельхиора. Вместо корон расположены лучи, исходящие от центра. Центральное изображение святого Даниила, фон и лавровое обрамление, с лентой, на которой указан знак степени II, позолочены.

#### III степень
Знак аналогичен II степени, но выполнен в технике чернения. Центральное изображение святого Даниила обрамляют лавровые ветви голубой эмали, с лентой, на которой указан знак степени III.

### После 2013 года

#### I степень

##### Знак ордена
Знак ордена представляет собой позолоченный четырёхконечный крест с расширяющимися концами и вогнутыми внешними сторонами, покрытый белой эмалью. В центре креста — круглый медальон с позолоченной рельефной монограммой «СД» (Святой Даниил) на белом эмалевом фоне. Медальон обрамлён двумя широкими позолоченными лавровыми ветвями. Лавровые ветви у основания соединены небольшой четырёхгранной металлической пластиной. Крест с медальоном положен на другой медальон большего диаметра, покрытый синей эмалью и окантованный выпуклым рантом, на котором между ветвями креста расположена стилизованная позолоченная надпись: БЛГВ (Благоверный) КНЗЬ (Князь) ДАНИИЛ (Даниил) МОСК (Московский). Знак посредством ушка и кольца крепится к орденской ленте. На обратной стороне орден имеет номер, зарегистрированный в Наградной комиссии. Материалы: серебро, позолота, холодная эмаль. Размер знака ордена: 55х55 мм.

##### Звезда ордена
Звезда ордена позолоченная восьмиконечная. Лучи звезды гладкие и окантованы рантом в виде жгута. В центре звезды — круглый медальон с поясным образом святого, держащего в руках символическую церковь. Медальон исполнен в технике художественной финифти и окантован выпуклым рантом. Также медальон обрамлён двумя широкими позолоченными лавровыми ветвями. Лавровые ветви у основания соединены небольшой четырёхгранной металлической пластиной. Вокруг лаврового венка расположен пояс, покрытый синей эмалью, и окантованный выпуклым рантом. На поясе помещена стилизованная позолоченная надпись: сверху – СВЯТОЙ БЛАГОВЕРЕН. КНЯЗЬ; снизу – ДАНИИЛ МОСКОВСКИЙ. В оглавии медальона положена позолоченная митра, увенчанная крестом. На обратной стороне орден имеет номер, зарегистрированный в Наградной комиссии. Материалы: серебро, позолота, финифть, холодная эмаль. Размер звезды ордена: 80х80 мм. Крепление: булавка.

##### Лента ордена
Лента шелковая муаровая, шириной 100 мм. золотистого цвета с широкими красными полосами по краям и тонкой каймой золотого цвета, носимая через правое плечо светскими лицами, архиереями и клириками носимая на шее.

##### Планка ордена
Планка ордена представляет собой прямоугольную металлическую пластину, обтянутую муаровой лентой золотистого цвета с широкими красными полосами по краям и тонкой каймой золотого цвета. В центре орденской планки расположена миниатюрная звезда ордена золотистого цвета. В центре звезды – золотистый медальон, окруженный эмалевым поясом синего цвета. Размеры планки ордена: 28х14 мм. Крепление: булавка.

#### II степень

##### Знак ордена
Знак ордена представляет собой серебристый четырёхконечный крест с расширяющимися концами и вогнутыми внешними сторонами, покрытый белой эмалью. В центре креста — круглый медальон с золотистым рельефным поясным изображением святого на белом эмалевом фоне, держащео в руках символическую церковь. Медальон с образом обрамлён двумя широкими золотистыми лавровыми ветвями. Лавровые ветви у основания соединены небольшой четырёхгранной металлической пластиной. Крест с медальоном положен на серебристый медальон большего диаметра, покрытый синей эмалью и окантованный выпуклым рантом, на котором между ветвями креста расположена стилизованная серебристая надпись: БЛГВ (Благоверный) КНЗЬ (Князь) ДАНИИЛ (Даниил) МОСК (Московский). Знак посредством ушка, кольца и треугольной планки крепится к орденской ленте. На обратной стороне орден имеет номер, зарегистрированный в Наградной комиссии. Материалы: мельхиор с серебрением и частичной позолотой, холодная эмаль. Размер знака ордена: 50х50 мм.

##### Звезда ордена
Звезда ордена серебристая восьмиконечная. Лучи звезды гладкие и окантованы рантом в виде жгута. В центре звезды — круглый медальон с золотистой рельефной монограммой «СД» (Святой Даниил) на белом эмалевом фоне. Медальон обрамлён двумя широкими золотистыми лавровыми ветвями. Лавровые ветви у основания соединены небольшой четырёхгранной металлической пластиной. Вокруг лаврового венка расположен пояс, покрытый синей эмалью, и окантованный выпуклым золотистым рантом. На поясе помещена стилизованная золотистая надпись: СВЯТОЙ БЛАГОВЕРН. КНЯЗЬ ДАНИИЛ МОСКОВСКИЙ. На обратной стороне орден имеет номер, зарегистрированный в Наградной комиссии. Материалы: мельхиор с серебрением и частичной позолотой, холодная эмаль. Размер звезды ордена: 80х80 мм. Крепление: булавка.

##### Лента ордена
Лента шелковая муаровая, шириной 40 мм., золотистого цвета с широкими красными полосами по краям и тонкой каймой золотого цвета, носимая на шее.

##### Планка ордена
Планка ордена представляет собой прямоугольную металлическую пластину, обтянутую муаровой лентой золотистого цвета с широкими красными полосами по краям и тонкой каймой золотого цвета. В центре орденской планки расположена миниатюрная звезда ордена серебристого цвета. В центре звезды – золотистый медальон, окруженный эмалевым поясом синего цвета. Размеры планки ордена: 28х14 мм. Крепление: булавка.

#### III степень

##### Знак ордена
Знак ордена представляет собой серебристый четырёхконечный крест с расширяющимися концами и вогнутыми внешними сторонами, покрытый белой эмалью. В центре креста — круглый медальон с золотистым рельефным поясным изображением святого на белом эмалевом фоне, держащим в руках символическую церковь. Медальон с образом обрамлён двумя широкими золотистыми лавровыми ветвями. Лавровые ветви у основания соединены небольшой четырёхгранной металлической пластиной. Крест с медальоном положен на серебристый медальон большего диаметра, покрытый синей эмалью и окантованный выпуклым рантом, на котором между ветвями креста расположена стилизованная серебристая надпись: БЛГВ (Благоверный) КНЗЬ (Князь) ДАНИИЛ (Даниил) МОСК (Московский). На обратной стороне орден имеет номер, зарегистрированный в Наградной комиссии. Материалы: мельхиор с серебрением и частичной позолотой, холодная эмаль. Размер знака ордена: 55х55 мм. Крепление: булавка.

##### Планка ордена
Планка ордена представляет собой прямоугольную металлическую пластину, обтянутую муаровой лентой золотистого цвета с широкими красными полосами по краям и тонкой каймой золотого цвета. В центре орденской планки расположен миниатюрный знак ордена. Размеры планки ордена: 28х14 мм. Крепление: булавка.

## Правила ношения

### До 2013
Носится первым на левой стороне груди.
При награждении орденом Святого Даниила, носится только орден высшей степени.

### После 2013 года
Звезда ордена I степени носится на левой стороне груди и при наличии других орденов Русской Православной Церкви располагается среди них в порядке старшинства, указанном в статье 3.1.4. Положения о наградах Русской Православной Церкви.
Планка ордена может носиться на повседневной одежде, и располагается в таких случаях на левой стороне груди. При наличии других орденов Русской Православной Церкви планка ордена Святого благоверного князя Даниила Московского 1 степени располагается в порядке старшинства, указанном в статье 3.1.4. Положения о наградах Русской Православной Церкви.
Звезда ордена II степени носится на левой стороне груди и при наличии других орденов Русской Православной Церкви располагается среди них в порядке старшинства, указанном в статье 3.1.4. Положения о наградах Русской Православной Церкви.
Планка ордена II степени может носиться на повседневной одежде, и располагается в таких случаях на левой стороне груди. При наличии других орденов Русской Православной Церкви планка ордена Святого благоверного князя Даниила Московского 2 степени располагается в порядке старшинства, указанном в статье 3.1.4. Положения о наградах Русской Православной Церкви.
Знак ордена III степени носится на левой стороне груди и при наличии других орденов Русской Православной Церкви располагается среди них в порядке старшинства, указанном в статье 3.1.4. Положения о наградах Русской Православной Церкви.
Планка ордена может носиться на повседневной одежде, и располагается в таких случаях на левой стороне груди. При наличии других орденов Русской Православной Церкви планка ордена Святого благоверного князя Даниила Московского 3 степени располагается в порядке старшинства, указанном в статье 3.1.4. Положения о наградах Русской Православной Церкви.